# Михаэлис, Анатолий Эммануилович
Анатолий Эммануилович Михаэлис — советский хозяйственный деятель.

## Биография
Родился в 1915 году в Моршанске. Член КПСС.
Окончил Московское фабрично-заводское училище Гознака, Московский полиграфический институт.
В 1934—1938 гг. — гальванотипист, в 1938—1939 гг. — инженер ЦЗЛ, в 1939—1942 гг. — заместитель главного эксперта в экспериментальном бюро Московской печатной фабрики Гознака.
В 1942—1945 гг. — начальник контрольно-технологической лаборатории, в 1945—1956 гг. — главный инженер Краснокамской печатной фабрики Гознака.
В 1955—1990 гг. — директор Краснокамской печатной фабрики, начальник строительства, директор Пермской печатной фабрики Гознака.
Заслуженный экономист РСФСР (1985).
Почётный гражданин города Перми (2001).
Умер в 2004 году в Перми.

## Награды
- Орден Ленина
- Орден Октябрьской Революции
- Орден Трудового Красного Знамени
- Орден Знак Почёта